# Chrysodeixis kebeana
Chrysodeixis kebeana är en fjärilsart som beskrevs av Bethune-Baker 1906. Chrysodeixis kebeana ingår i släktet Chrysodeixis och familjen nattflyn. Inga underarter finns listade i Catalogue of Life.